# Навар (Охајо)
Навар (енгл. Navarre) град је у америчкој савезној држави Охајо.

## Демографија
По попису из 2010. године број становника је 1.957, што је 517 (35,9%) становника више него 2000. године.
| Група             | 2000.         | 2010.         |
| Белци             | 1.423 (98,8%) | 1.908 (97,5%) |
| Афроамериканци    | 5 (0,3%)      | 13 (0,7%)     |
| Азијати           | 0 (0,0%)      | 3 (0,2%)      |
| Хиспаноамериканци | 1 (0,1%)      | 14 (0,7%)     |
| Укупно            | 1.440         | 1.957         |